# Lijst van voetbalinterlands Oostenrijk - Servië
Deze lijst van voetbalinterlands is een overzicht van alle officiële voetbalwedstrijden tussen de nationale teams van Oostenrijk en Servië. De landen speelden tot op heden zeven keer tegen elkaar. De eerste ontmoeting, een kwalificatiewedstrijd voor het Wereldkampioenschap voetbal 2010, werd gespeeld in Wenen op 15 oktober 2008. Het laatste duel, een promotie/degradatiewedstrijd tijdens de UEFA Nations League 2024/25, vond plaats op 23 maart 2025 in Belgrado.

## Wedstrijden
| № | Plaats   | Datum           | Competitie                  | Wedstrijd           | Uitslag |
| - | -------- | --------------- | --------------------------- | ------------------- | ------- |
| 1 | Wenen    | 15 oktober 2008 | WK 2010 kwalificatie        | Oostenrijk – Servië | 1 – 3   |
| 2 | Belgrado | 6 juni 2009     | WK 2010 kwalificatie        | Servië – Oostenrijk | 1 – 0   |
| 3 | Belgrado | 9 oktober 2016  | WK 2018 kwalificatie        | Servië – Oostenrijk | 3 – 2   |
| 4 | Wenen    | 6 oktober 2017  | WK 2018 kwalificatie        | Oostenrijk – Servië | 3 – 2   |
| 5 | Wenen    | 4 juni 2024     | Vriendschappelijk           | Oostenrijk − Servië | 2 − 1   |
| 6 | Wenen    | 20 maart 2025   | UEFA Nations League 2024/25 | Oostenrijk – Servië | 1 – 1   |
| 7 | Belgrado | 23 maart 2025   | UEFA Nations League 2024/25 | Servië – Oostenrijk | 2 − 0   |

## Samenvatting
| Competitie          | Totaal gespeeld | Winst Oostenrijk | Gelijk | Winst Servië | Doelsaldo Oostenrijk – Servië |
| ------------------- | --------------- | ---------------- | ------ | ------------ | ----------------------------- |
| WK-kwalificatie     | 4               | 1                | 0      | 3            | 6 − 9                         |
| UEFA Nations League | 2               | 0                | 1      | 1            | 1 − 3                         |
| Vriendschappelijk   | 1               | 1                | 0      | 0            | 2 − 1                         |
| Totaal              | 7               | 2                | 1      | 4            | 9 − 13                        |

## Details

### Eerste ontmoeting
| WK 2010 kwalificatie (Wenen, Oostenrijk, 15 oktober 2008): |       |                                                         |
| Oostenrijk                                                 | 1 – 3 | Servië                                                  |
| Marc Janko 80'                                             | goals | 14' Miloš Krasić 18' Milan Jovanović 24' Ivan Obradović |

### Tweede ontmoeting
| WK 2010 kwalificatie (Belgrado, Servië, 6 juni 2009): |       |            |
| Servië                                                | 1 – 0 | Oostenrijk |
| Nenad Milijaš 7' (pen.)                               | goals |            |

### Derde ontmoeting
| WK 2018 kwalificatie (Belgrado, Servië, 9 oktober 2016):       |       |                                    |
| Servië                                                         | 3 – 2 | Oostenrijk                         |
| Aleksandar Mitrović 6' Aleksandar Mitrović 23' Dušan Tadić 74' | goals | 15' Marcel Sabitzer 62' Marc Janko |